# ウィリアム・ホイーラー

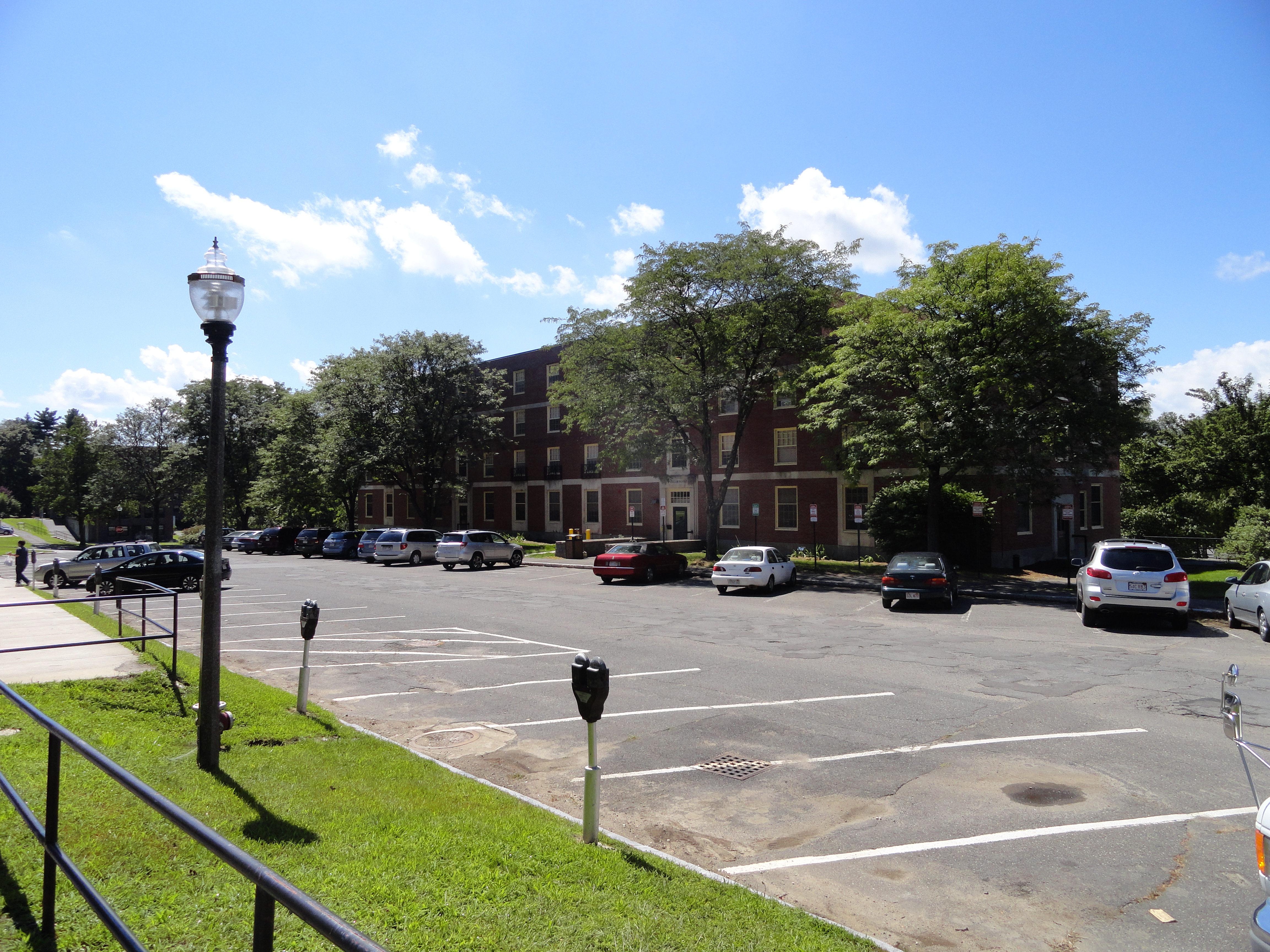
ホイーラーにちなんで名付けられたウィリアム・ホイーラーハウス

ウィリアム・ホイーラー （英語:William Wheeler、1851年 - 1932年）は、アメリカの土木技術者であり、教育者である。

## 経歴
ホイーラーはマサチューセッツ農科大学を1871年に卒業した。彼の以前の教授だったウィリアム・スミス・クラークが札幌農学校（現在の北海道大学）の設立のために日本政府に招かれたとき、同じくマサチューセッツ農科大学の卒業生のデビッド・P・ペンハローとともに、数学、土木工学、英語を教えるために来日した。開拓使に科学的な助言をするため、小さな気象観測所を設け、考えられる交通ルートについて調べ、運河の建設を監督した。
クラークがアメリカに戻った後、ホイーラーは1877年から1879年まで札幌農学校の教頭を務めた。この時期、兵式訓練や入学式・卒業式などを行う中央講堂の建設を計画し、1878年10月16日に演武場（今日の札幌市時計台）が竣工している。
彼は少しの間アメリカに戻り、1878年7月17日にファニー・エレナー・ハバード（Fannie Eleanor Hubbard）と結婚した。彼らはホイーラーの任期の最後の年を札幌で過ごし、1879年12月にアメリカに戻った。
アメリカではホイーラーは治水技術者として働き、ビジネスの世界で活躍したほか、1887年から1929年までマサチューセッツ農科大学の理事も務めた。
また、マサチューセッツ州コンコードのナショトゥク・ヒル(Nashawtuc Hill)の農場を購入して、住宅地を開発、自らも邸宅を建ててそこに居住した。ホイーラーは邸宅を「円山館」(Maru-Yama Kwan (Round Hill House))と名付け、庭に日本の木々を植えた。この自宅「円山館」には、1924年の早春に欧米視察中の石川栄耀が訪れ、恩師広井勇から託された勲五等旭日章授与の祝の手紙を手渡している。